# Marco Carnà
Marco Carnà, nome d'arte di Marco Colombo (Carnate, 15 dicembre 1929 – Vimercate, 10 agosto 2021), è stato un pittore, scultore, disegnatore e poeta italiano.

## Biografia e vita artistica

### Inizio della vita artistica
Marco Carnà nacque il 15 dicembre 1929 a Carnate (Monza e Brianza), paese da cui derivò il suo nome d'arte, utilizzando la versione antica del toponimo. Figlio di Domenico Colombo, operaio e contadino, e Filomena Consonni, era il terzo di quattro figli. La sua passione per l’arte si manifestò in giovane età quando, all’età di tredici anni, lavorò alla decorazione della chiesa dei Santi Cornelio e Cipriano a Carnate sotto la guida del maestro Arturo Galli.
Tra il 1941 e il 1944, frequentò il Collegio Ballerini, prima a Vimercate e poi a Seregno. A causa della preoccupazione del padre per i bombardamenti, fu costretto a interrompere la frequenza scolastica. Marco Carnà continuò tuttavia a formarsi come autodidatta, grazie alla biblioteca di uno sfollato milanese che aveva trovato rifugio a Carnate.
Dopo la guerra, Carnà intraprese diversi viaggi in Italia. Nel 1946 si iscrisse ai corsi della Scuola di Disegno del Castello Sforzesco, a Milano. Grazie al suo innato talento, venne subito ammesso al corso finale, ma questo lo demotivò dal seguire le lezioni. Si iscrisse allora alla Scuola Libera del Nudo di Brera, che frequentò per alcuni anni prima di abbandonare gli studi accademici che non trovava stimolanti.
Dal 1950 in avanti, Carnà fu attratto dalla pittura dell’Ottocento e del Novecento francesi, in particolare dalle opere di Courbet e Cezanne, oltre che dalla corrente del naturalismo lombardo. In quegli anni, la pittura di Marco Carnà sperimentò un’intensa stagione informale, con esiti vicini alla coeva ricerca di Ennio Morlotti e Renato Birolli.

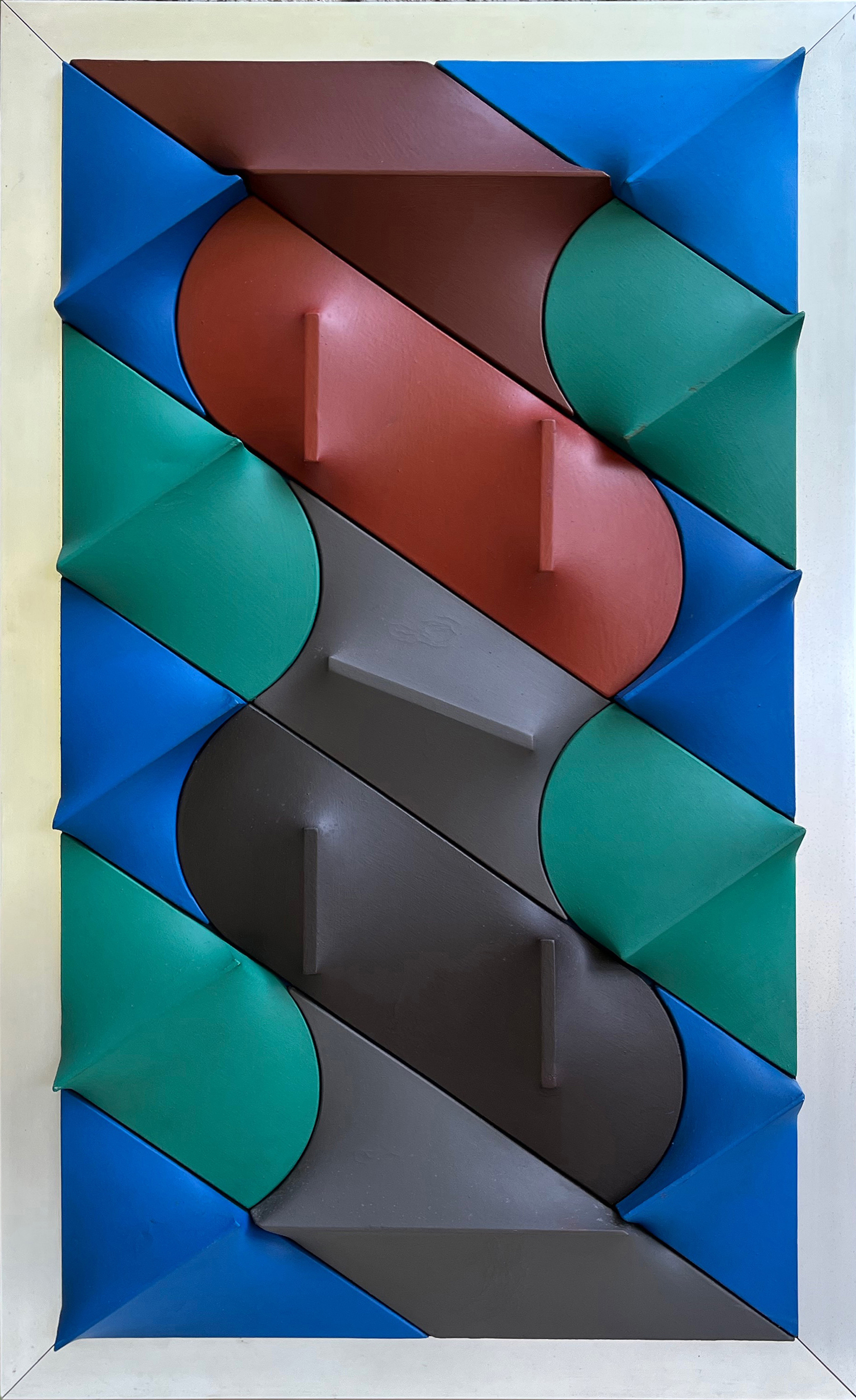
Colonna barocca. Omaggio a Bernini, 1967. Legno, tela, tempera e Vinavil, 80,5 x 45 x 3,5 cm. Fondazione VAF, Francoforte.

### Gli esordi e il successo
Agli inizi del 1958, Marco Carnà affittò uno studio a Milano, in Via Confalonieri, e poco dopo in via Ciovassino. Nello stesso anno espose per la prima volta le sue opere informali in una collettiva alla Galleria Montenapoleone a Milano, insieme a Costantino Guenzi, Pierluigi Lavagnino, Luigi Picciotti e Arturo Vermi. Si intensificarono i contatti con gli artisti più attivi nella sperimentazione, come Piero Manzoni, Lucio Fontana, Enrico Castellani e Agostino Bonalumi, in una Brera dove si respirava un clima di creativa innovazione. Soprattutto con gli amici Arturo Vermi e Uliano Lucas, Carnà frequentava alcuni bar di Brera, come il Jamaica o il Geni’s, che rappresentavano per questi artisti veri e propri cenacoli di idee e scontri ideologico-politici.
Alla fine degli anni Cinquanta datano le sue prime prove di tele estroflesse, pratica alla quale negli stessi anni si dedicavano anche Enrico Castellani e Agostino Bonalumi.
Nel 1959, all’XI Premio Lissone, si affermò la corrente informale. Nell'ottobre dello stesso anno Carnà tenne la sua prima mostra personale alla Galleria Falsetti di Prato. Per l'artista iniziò un periodo ricco di esposizioni, in Italia e all'estero. Parallelamente alle nuove sperimentazioni, l'artista proseguì i suoi viaggi nelle principali città italiane per approfondire lo studio delle opere dei maestri rinascimentali. Viaggiò anche in Francia, Paesi Bassi, Germania e Svizzera, esponendo nel 1960 a Parigi alla Galerie de Beaune. Ottenne grandi riconoscimenti, sia di critica, sia di pubblico. Le sue opere avevano già destato vivo interesse da parte dei collezionisti, ma proprio a causa di tale successo Carnà scelse di allontanarsi dalla frenesia di Milano, rifiutando i condizionamenti del mercato artistico e trasferendosi a Carnate.

### Il Quartiere delle Botteghe
Nel 1964, Carnà aderì al progetto sperimentale del Quartiere delle Botteghe di Sesto San Giovanni. Insieme a lui Enrico Castellani, Agostino Bonalumi, Lino Marzulli, Lino Tiné, Luciano Fabro, Turi Simeti, Hidetoshi Nagasawa, Arturo Vermi, e altri artisti. Il progetto nacque su iniziativa dell’ingegnere Felice Valadé, proprietario di alcuni edifici in Viale Casiraghi, a Sesto San Giovanni. Gli spazi vennero messi a disposizione degli artisti in cambio di dipinti, anziché di un compenso in denaro. In quel periodo, la pittura di Carnà fu fortemente influenzata dall’ambiente di una città che, all’epoca, era sede di grandi fabbriche e acciaierie. I tubi, contorti e sovrapposti, divennero i protagonisti della sua pittura. Tuttavia, dopo solo tre anni Carnà si rese conto del fallimento di quell’utopia, che si era prefissa di avvicinare l’arte alla classe operaia, e decise di abbandonare la vita comunitaria del Quartiere delle Botteghe.

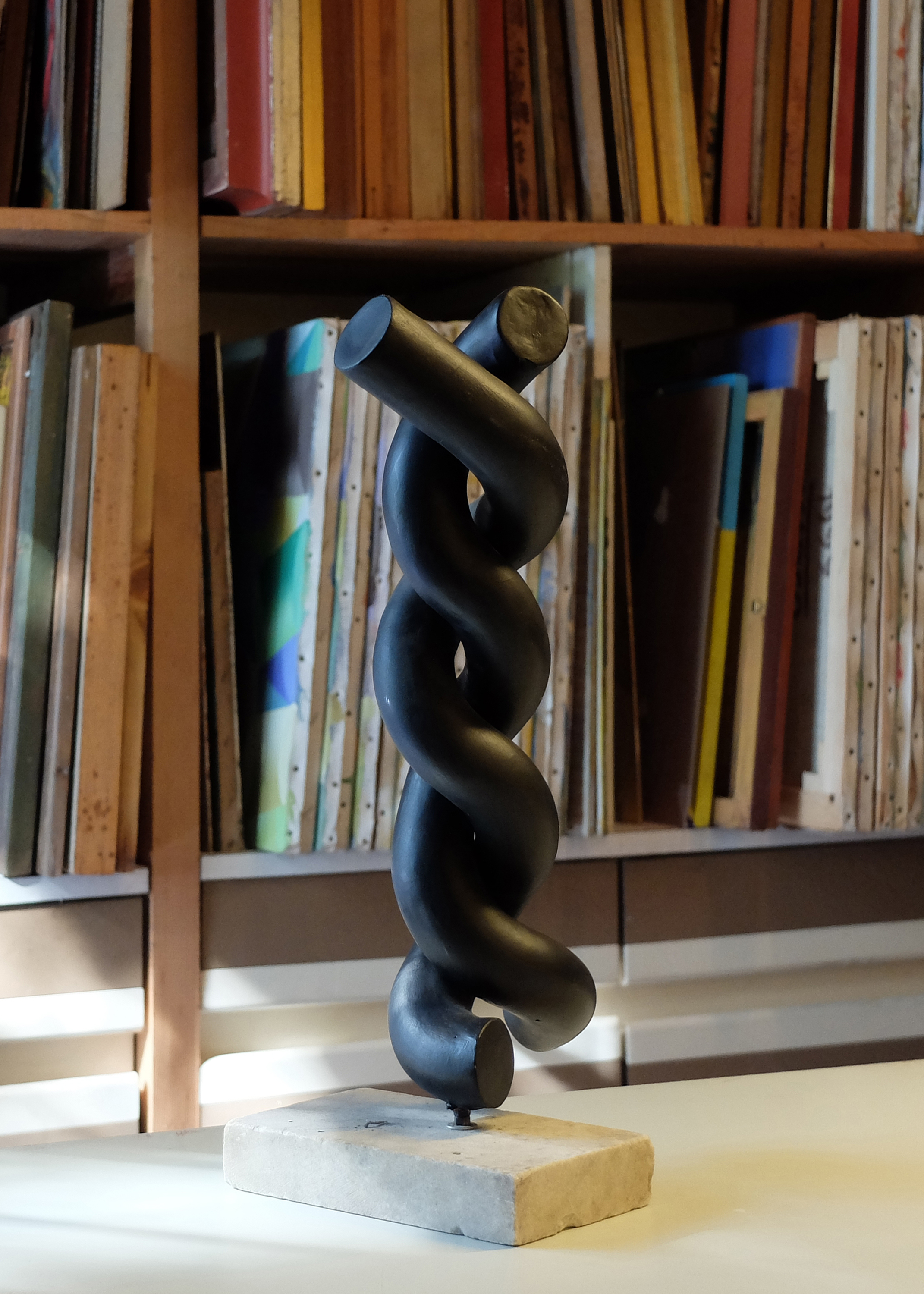
Torsione, 1975. Ceramica, 42 x 10 x 13 cm. Archivio Marco Carnà, Carnate.

### Il ritiro a Carnate
Marco Carnà fece definitivamente ritorno al suo paese natio, Carnate, nel 1968.
Negli anni Settanta iniziò a esplorare nuovi materiali e a concentrarsi maggiormente sulla scultura. I tubi, che avevano già caratterizzato le sue tele, si trasformarono in elementi tridimensionali. Tra gli anni Settanta e Ottanta, Carnà espose le sue opere in Italia, a Monza, Milano, Roma, e all’estero, in Svizzera, Canada, Austria e Germania. Nel 1987 sposò Daniela Piazza.
Parallelamente alle sperimentazioni astratte, Marco Carnà si dedicò a un’arte di carattere illustrativo, spesso legata a temi religiosi. Tra le diverse commissioni ecclesiastiche, si ricordano in particolare le vetrate trifore sulla facciata del Duomo di Monza, completate nel 2006.
L'attività illustrativa sfociò inoltre in una lunga collaborazione con la piccola casa editrice Pulcinoelefante e, tra il 2002 e il 2009, con il settimanale di cultura "Il Domenicale", diretto da Angelo Crespi.
Nel 1990, a Villa Fornari Banfi a Carnate, fu inaugurata una grande mostra dedicata all’artista. Negli anni successivi, Marco Carnà continuò a esporre le sue opere sia in Italia che all’estero: a Saratov, in Unione Sovietica, e a Minsk, in Bielorussia.
Carnà proseguì instancabilmente la sua ricerca artistica fino agli ultimi anni della sua vita. Morì a Vimercate, il 10 agosto 2021, all’età di 91 anni.

## L'arte

### Il percorso artistico
Il percorso artistico di Marco Carnà si distinse per un’evoluzione continua di stili, soggetti, forme e tecniche. La sua sperimentazione fu costante, e lo portò a creare un numero incredibile di dipinti, sculture e disegni, che grazie al lavoro dell’Archivio Marco Carnà, curato da Marina Pizziolo e Romano Ravasio, sono stati finalmente ordinati e resi accessibili a uno studio critico.

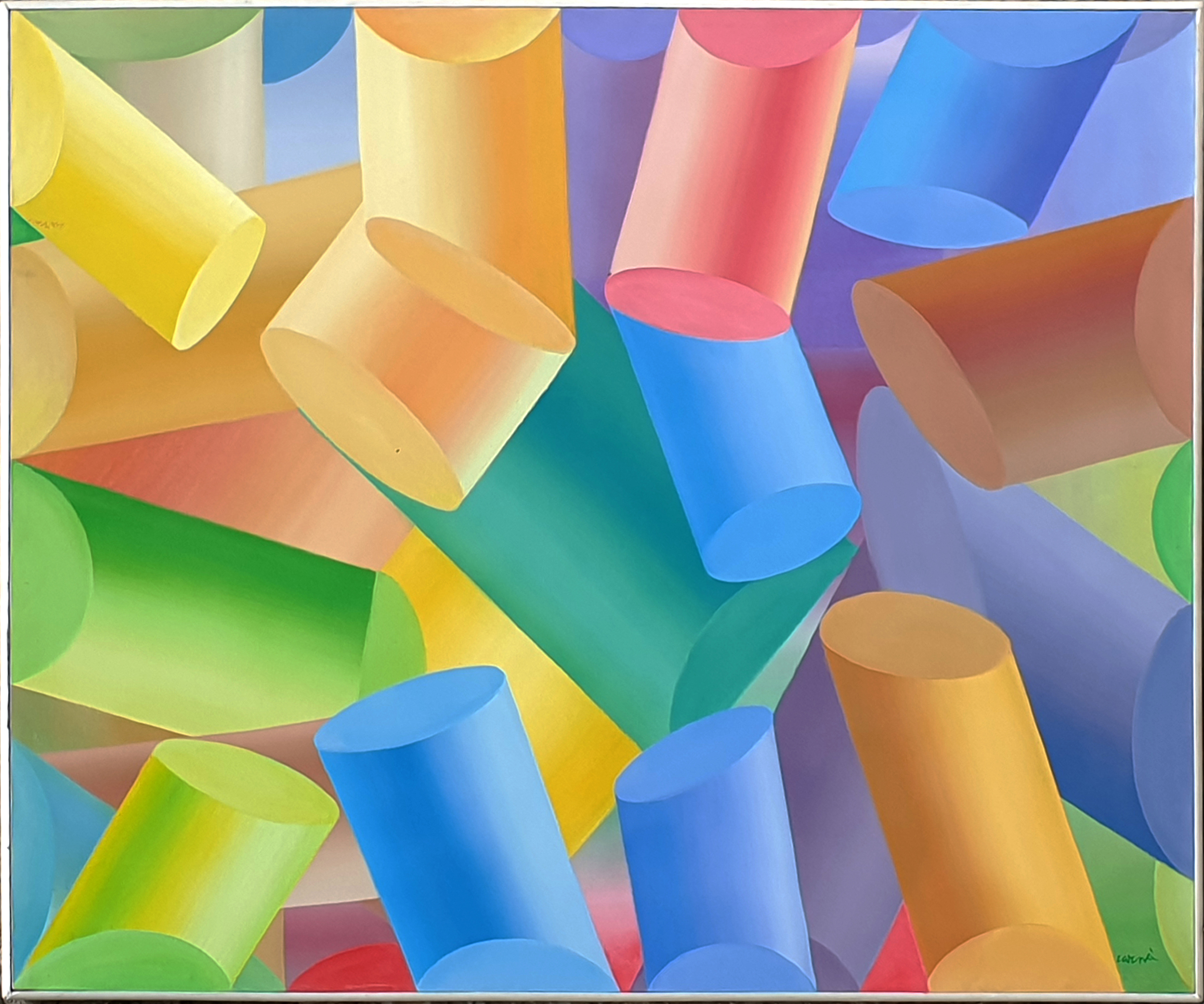
Omaggio a Piero della Francesca - Tubi, 1982. Acrilico su tela, 100 x 120 cm. Collezione privata, Milano.

Nella prima fase della sua produzione, Carnà si concentrò sulla sperimentazione di nuovi stili e tecniche, pur mantenendo saldo il suo rispetto per le regole accademiche. Inizialmente attratto dalla pittura francese dell’Ottocento e del Novecento, si ispirò anche ad alcuni esponenti del naturalismo lombardo, quali Emilio Gola e Donato Frisia. Nonostante il suo sguardo rivolto al futuro e alle audaci avanguardie del suo tempo, Carnà nutrì sempre una profonda ammirazione per i maestri del Rinascimento, in particolare per Paolo Uccello e Piero della Francesca.
Verso la metà degli anni Cinquanta, la sua pittura volse all’informale. Complice di questo cambiamento fu l’ambiente artistico che frequentava, quello del milanese quartiere di Brera negli anni Cinquanta e Sessanta, fertile terreno di discussioni e scontri socio-politici. Alla fine degli anni Cinquanta iniziò anche a lavorare alle sue prime estroflessioni, superando la planarità della tela con l’introduzione di volumi geometrici.
All’inizio degli anni Sessanta l’informale lasciò il posto all’esplorazione di geometrie. I dipinti prodotti in quegli anni sono stati oggetto di una mostra ordinata al MUST, Museo del Territorio, a Vimercate nell’autunno del 2024. Di grande ispirazione per la pittura di Carnà furono le fabbriche, emblema della modernità del tempo. Durante il periodo trascorso a Sesto San Giovanni, nel cosiddetto Quartiere delle Botteghe, l’artista focalizzò la sua ricerca artistica su elementi cilindrici, da lui definiti “strutture primarie”, “sovrastrutture”, o semplicemente “tubi”, che divennero l’elemento chiave del suo nuovo linguaggio visivo.
Il ritorno a Passirano di Carnate nel 1968 segnò l'inizio di un percorso artistico solitario. “La mia eredità”, spiega, “non è quella dei cubisti, degli impressionisti, è quella di fuggire dal percorso definitivo dei curatori, dei critici, dei mercanti. E da questo mi sono isolato, venni via da Milano, venni via dalla competizione e mi inoltrai in questo percorso dove ogni opera che si fa è una battaglia”.

### L'arte illustrativa e religiosa
Parallelamente alle sperimentazioni astratte, Marco Carnà sviluppò un’importante ricerca figurativa. Per decenni, a partire dal 1953, fu impegnato nella realizzazione di poderosi cicli di illustrazioni di capolavori della letteratura, come la Divina Commedia dantesca, i Canti di Maldoror di Lautreamont, le Anime Morte di Gogol, i Racconti di Edgar Allan Poe, il Barone di Munchausen di Raspe, e i Vangeli. Inoltre, molte delle sue illustrazioni accompagnarono le poesie e gli scritti di autori noti, come Alda Merini.
Il persistente desiderio di Carnà di dare vita a racconti, gesti, e volti si tradusse anche in una lunga serie di commissioni ecclesiastiche. Nel 1980, su invito della parrocchia carnatese e in collaborazione con Lino Marzulli, dipinse undici tele per la chiesa Santa Maria alla Stazione di Carnate ispirate a temi dell'Antico e del Nuovo Testamento. Nel 1986, per la chiesa parrocchiale di Carnate (chiesa dei Santi Cornelio e Cipriano), eseguì i cartoni per otto grandi vetrate, realizzate dallo storico laboratorio di Pier Francesco Taragni, a Bergamo.
Tra il 1994 e il 1995 fu don Felice Radice, fraterno amico dell’artista e parroco del S. Cuore di Triante a Monza, a proporgli di dipingere diciotto grandi opere sul tema della Passione, Morte e Resurrezione di Cristo. Le tele sono collocate nel transetto della chiesa. Tra il 1995 e il 2000, Carnà completò il discorso iconografico nella Parrocchia di Triante dipingendo altre diciotto tele a olio, ispirate alla vita di Cristo. Nel salone “sottochiesa” presente nel seminterrato sotto il transetto sono esposti undici cartoni di grande formato, realizzati da Carnà nel 2000. Sono i disegni preparatori delle vetrate della facciata, del transetto e del portale, che vennero realizzati dal laboratorio di Tito Toneguzzo di Morsano al Tagliamento.
Nel 1998 la Congregazione Famiglia del Sacro Cuore di Gesù in Sulbiate affidò al pittore l’incarico di dipingere una sintesi visiva della vita di Madre Laura Baraggia, fondatrice della congregazione, in occasione del settantacinquesimo anniversario dalla sua morte. L’opera, olio su tavola, è ad oggi collocata nella Casa Madre sulbiatese.
Nel 2006, Marco Carnà realizzò la sua più importante opera liturgica: il disegno delle due vetrate trifore poste sulla facciata del Duomo di Monza. Su invito dell’Arciprete Mons. Leopoldo Gariboldi, l’artista diede vita a due scene bibliche: il miracolo della trasformazione dell’acqua in vino durante le Nozze di Cana e la guarigione dell’epilettico indemoniato.

## Esposizioni

### Principali mostre personali
- 2024 - Monza, Duomo di Monza, La luce è un buio chiaro?, 7 ottobre 2024 - 12 gennaio 2025.[26][28]
- 2024 - Monza, Amerigo Art Gallery, I quadri tascabili di Marco Carnà, 12 ottobre - 30 dicembre 2024.
- 2024 - Vimercate, MUST - Museo del Territorio, Marco Carnà. Uova di gallo, 21 settembre - 15 dicembre.[7][8][17][29]
- 2022 - Milano, ex fabbrica Richard Ginori, Shaping Ideas. Marco Carnà. Strutture primarie: 1969-2010, 10-11 giugno.[30]
- 2012 - Monza, chiesa del Sacro Cuore, Passione di Cristo segnata col pennino e inchiostro da Marco Carnà. 17 marzo - 25 aprile.
- 2007 - Minsk (Bielorussia), Museo d'Arte Moderna, Il visibile parlare. Disegni dall'inferno dantesco (1953-1993), giugno.[31]
- 2000 - Monza, chiesa del Sacro Cuore di Triante, auditorium, Gesù il Cristo. Diciotto dipinti di Marco Carnà, 15 aprile - 7 maggio.
- 1997 - Prato, Spazio Santa Caterina, Il visibile parlare. Disegni di Marco Carnà dall'inferno dantesco, 6-28 settembre.[32]
- 1996 - Monza, Arengario, Carnà, Via crucis, 14 giugno - 15 luglio.
- 1993 - Crema, Centro Culturale Sant’Agostino, Il visibile parlare, 17 aprile - 2 maggio.[33]
- 1993 - Milano, Palazzo Sormani, Marco Carnà: illustrazioni, 10-30 settembre.
- 1993 - Milano, Libreria Garzanti, Le anime morte. Disegni dal poema di Nikolj Gogol, 16 novembre - 8 dicembre.
- 1991 - Plaisance du Touch (Francia), Xème Rencontre de l’Art e de l’Artisanat, Carnà Informel. Dipinti 1953-1962, 26-27 ottobre.
- 1990 - Carnate, Villa Fornari Banfi, Marco Carnà. L'immagine immaginata 1954-1963, 28 aprile - 10 giugno.
- 1988 - Usmate Velate, Villa Borgia, Dall'inferno dantesco ‘Il visibile parlare’. Marco Carnà, disegni (1953 - 1983), 22 maggio - 5 giugno.
- 1988 - Rovagnate, Punto incontro d'Arte, Il paesaggio di Brianza: suggestioni ed atmosfere nei dipinti di Carnà degli anni Cinquanta, 22 ottobre - 1 novembre.
- 1987 - Seregno, Galleria civica Ezio Mariani, Marco Carnà. Evangelario. 150 disegni dal 1955 al 1965, 9 marzo - 3 aprile.
- 1987 - Villasanta, Villa Camperio, Marco Carnà. Disegni (1946 - 1962), 21-29 marzo.
- 1986 - Monza, Teatrino della Villa Reale, Cartesio/oggi, poesie di M.G. Zamparini. Lettura grafica di Marco Carnà, 30 maggio.
- 1986 - Macherio, chiesa dei santi Gervasio e Protasio, cappella, Marco Carnà, Evangelario disegni, 27-29 agosto.
- 1985 - Osnago, Santuario della Madonna di Loreto, Marco Carnà. Evangeliario. 150 disegni dal 1955 al 1965, 21 aprile - 21 luglio.
- 1985 - Vimercate, Studio Valcamonica, Marco Carnà. Ironia. Ovvero il puzzle nella pratica artistica come dissimulazione del reale, 5- 9 ottobre.
- 1983 - Milano, Galleria delle Forme d'Arte, Marco Carnà, 22 aprile - 13 maggio.
- 1981 - Bernareggio, Palazzo Comunale Prinetti, Marco Carnà, 12-30 dicembre.
- 1979 - Cremona, Galleria Renzo Botti, Carnà, febbraio.
- 1976 - Brescia, Lo Spazio - Galleria d'Arte Moderna, Marco Carnà a Brescia. Rilievi, 14-27 febbraio.
- 1976 - Rehau, Foyer Rheniumhaus, Kunst + Technik.
- 1974 - Suzzara, Galleria d'Arte Moderna Icaro, L'inferno nei disegni di Marco Carnà, ottobre.
- 1974 - Brescia, Fant Cagnì Arte Contemporanea, L'inferno nei disegni di Marco Carnà, maggio.
- 1973 - Monza, Galleria Montrasio, Carnà, 17-30 novembre.
- 1971 - Vimercate, Galleria El Lanternin, Marco Carnà. Rilievi, 14-28 febbraio.
- 1970 - Madesimo, Albergo El Chico, Marco Carnà 1952-1970. Mostra antologica, 21 marzo - 5 aprile.
- 1969 - Hof an der Saale (Germania), Kunst und Buchhandlung Kleinschmidt und Galerie Weinelt, Marco Carnà Mailand. Ausstellung der illustrationen zur Göttlichen Komödie von Dante Alighieri, marzo.
- 1965 - Milano, Galleria Montenapoleone 6a, Marco Carnà, dicembre 1965 - gennaio 1966.[3]
- 1964 - Macerata, Museo d'Arte Moderna, Marco Carnà, gennaio - febbraio.
- 1961 - Prato, Galleria Falsetti, Marco Carnà, 8-21 aprile.
- 1961 - Roma, Galleria del Triangolo, Marco Carnà.
- 1959 - Prato, Galleria Falsetti, Carnà, 18-28 ottobre.[34]

### Principali mostre collettive
- 2024 - Lecco, Palazzo delle Paure, Milano anni ’60. Da Lucio Fontana a Piero Manzoni, da Enrico Baj a Bruno Munari”, 13 luglio - 24 novembre.
- 2022 - Monza, Teatro Binario 7, 1962-2022. A sessanta dai Sessanta, 6 maggio - 3 luglio.
- 2012 - Sulbiate, Chiesa di Sant’Ambrogio, Sacre rappresentazioni nelle opere di Marco Carnà e Benvenuta Magni, 16-23 settembre.
- 1996 - Chiari, Le botteghe di Chiari, Biennale d'arte ‘Città di Chiari’. Concorso internazionale di pittura ad invito, I edizione, novembre.
- 1995 - Carnate, Villa Fornari Banfi, Mondonico, l’Adda e dintorni. Emilio Gola, Donato Frisia, Ennio Morlotti, Marco Carnà, Edoardo Fraquelli, Piero Maggioni, Enrico Gaudino, 14 maggio - 18 giugno.
- 1990-1991 - Saratov (URSS), Sala dell’Arte dell’Associazione di Artisti Avtograf, Marco Carnà e Alberto Casiraghi, dicembre 1990 - gennaio 1991.
- 1990 - Milano, Stazione Centrale FF.SS., Sala presidenziale, Eguaglianza delle differenze. Bring us together. Un percorso d’arte per l’incontro delle culture, 16-23 maggio.
- 1986 - Monza, Villa Mirabellino, Sei artisti per sei appunti di viaggio verso... Marco Carnà, Hilda Reich, Gim Diligenti, Franco Sortino, Chin Hsiao, Piergiorgio Zangara, 6-20 luglio.
- 1985 - Milano, Casa della Cultura, 200 artisti per Vitale Petrus, 21-29 marzo.
- 1984 - Monza, Villa Reale, Mostra nazionale di pittura Città di Monza 1984, 10-30 giugno.
- 1982 - Roma, Palazzo dei Congressi, I collettiva europea di arte contemporanea, 28-30 maggio.
- 1978 - Graz (Austria), Neue Galerie am Landesmuseum Joanneum und Künstlerhaus, Der Rahmen, meine Welt. Die Sammlung eines italienischen Tischlers, 8-31 ottobre.
- 1977 - Cornate d’Adda, Atelier Noveau, Agostino Bonalumi, Gian Carlo Bulli, Marco Carnà, Arturo Vermi, 8-13 ottobre.
- 1976 - Toronto, Palace Pier, 10 Italian Painters, autunno.
- 1976 - Zurigo, Atelier Donati, Begegnung mit internationaler Graphik, 16-30 giugno.
- 1975 - Monza, Villa Reale, Scultura ’75 - XXX M.I.A.
- 1973 - Monza, Montrasio Arte, Pittori in collettiva, 8-21 dicembre.
- 1970 - Brescia, Galleria Sincron, 2º Incontro post Pejo, marzo-aprile.
- 1967 - Milano, Palazzo del Turismo, Presenze a Sesto. Rassegna di pittori e scultori, 21 febbraio - 5 marzo.
- 1965 - Sesto San Giovanni, Quartiere delle Botteghe. Centro di attività per pittori, Inaugurazione ufficiale, 13 febbraio.
- 1962 - Milano, EIDAC - Ente Internazionale d’Arte e Cultura, Carnà, Gadaldi, Tinè, Vermi, 12-25 marzo.
- 1961 - Lucca, Galleria d'arte La Pantera, La pittura contemporanea in Italia, luglio.
- 1960 - Parigi, Galerie de Beaune, Carnà, Scuderi, Vermi. Peintures, 8 febbraio - 5 marzo.
- 1958 - Milano, Galleria Montenapoleone 6a, Marco Carnà, Costantino Guenzi, Pierluigi Lavagnino, Luigi Piciotti e Arturo Vermi, aprile - maggio.

## Opere letterarie

### Pubblicazioni a cura dell'artista
- Icastica, disegni dal 1946 al 1956.
- Mimesi, disegni dal 1946 al 1963.
- Carnà, dipinti paesaggi figure, dal 1946 al 1962.
- Astrazione, disegni dal 1948 al 1966.
- Disegni, dal 1948 al 1963.
- Disegno disegnato, dal 1953 al 1964.
- Il visibile parlare, disegni dal 1953 al 1983.[35]
- L’altre cose ch’i v’ho scorte, disegni dal 1953 al 1987.
- Dipinti figure ritratti, dal 1955 al 1962.
- Torsi, dipinti dal 1956 al 1963.
- Calligrafie, disegni dal 1956 al 1964.
- Tubi, dipinti dal 1956 al 1987.
- Neonaturalismo, disegni/dipinti dal 1957 al 1961.
- Paesaggi, figure, dipinti dal 1957 al 1962.
- Naturalismo informale, dipinti su carta dal 1958 al 1962.
- Sovrastrutture, dipinti dal 1961 al 1969.
- Il Barone di Münchausen, disegni dal 1967 al 1969.
- Strutture Contrappunti Ritmi Logogrammi, dipinti dal 1963 al 1968.
- Disegni (il segno del visibile), dal 1948 al 1963.
- Similia, disegni dal 1953 al 1964.
- Grafismi, disegni, 1957.
- Figurazioni, disegni dal 1950 al 1958.
- Le anime morte, poema di Nikolaj Gogol, disegni dal 1956 al 1986.
- I canti di Maldoror, 1011 disegni dal 1968 al 1999.
- Figurale, dipinti dal 1946 al 1962.
- Repertorium. Le cataste, il paesaggio, il viaggio, le planimetrie, gli squarci, opere dal 1957 al 1963.
- Informale naturalistico, dipinti dal 1958 al 1964.
- L’andare dimorando, dipinti dal 1956 al 1963.
- Trofei, opere dal 1962 al 1967.
- Ironia, scultopitture dal 1966 al 1989.
- Scultopittura, opere dal 1966 al 1985.
- Neumi - strutture primarie, dipinti e sculture dal 1961 al 1999.

### Collaborazioni letterarie
Dagli anni Ottanta al Duemila Marco Carnà collaborò con una piccola casa editrice di Osnago, il Pulcinoelefante, editando alcune sue liriche e soprattutto illustrando liriche di diversi poeti, tra cui Alda Merini.
- Merini, A., (2018). Lettere a un racconto. Italia: Rizzoli Libri. Con cinque disegni di Marco Carnà.[36]
- Arrigoni, A., (2011). Mi ha raccontato il vento. A cura dell'Università Popolare di Monza, con disegni di Marco Carnà.
- Merini, A., (1997). Orazioni piccole. Crema: dell'Ariete. Con disegni di Marco Carnà.
- Hoefer, F., (1994). Acrostici a Scacchi. Crema: Divulga. Con 31 disegni di Marco Carnà.
- Merini, A., Piazza, D., Agostino, L., (1993). Ulisse. Poesie. Crema: Divulga. Con quattro disegni di Marco Carnà.[37]
- Grechi, G. F., (1993). La badessa di Castelleone. Crema: Divulga. Con disegni di Marco Carnà.
- Salami, C., (1993). Itaca e ritorno. Milano: La Vita Felice. Con 30 disegni di Marco Carnà.
- Quintavalle, U. P., (1993). Filottete, l'arco e la ferita. Milano: La Vita Felice. Con disegni di Marco Carnà.
- Merini, A., (1992). La palude di Manganelli o il monarca del re. Milano: La Vita Felice. Con cinque disegni di Marco Carnà.[38]
- Zamparini, M., (1986). Cartesio/oggi. Edizioni del Leone. Con 90 illustrazioni di Marco Carnà.
- Carnà, M., Maura, G., (1986). Le apparizioni in/visibili - 18 erofanie, dal 1956 al 1964. Bergamo: Le Cinque Vie. Con poesie e disegni di Marco Carnà.